# Kasbah de Marrakech

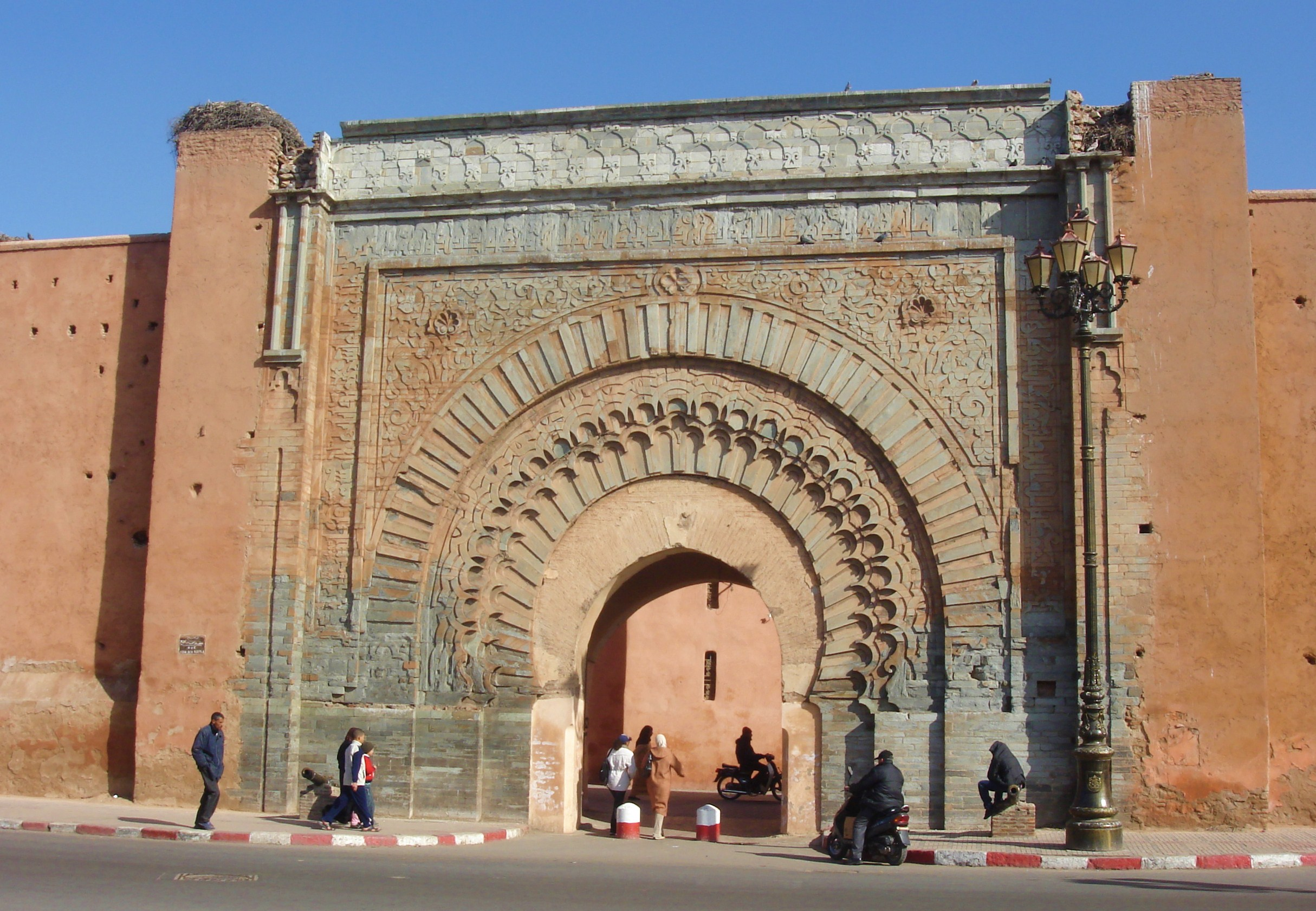
Bab Agnaou, la porte principale et historique de la kasbah de Marrakech, construite par le calife almohade Ya'qub al-Mansur entre 1185 et 1190.

La Kasbah de Marrakech, anciennement Tamurakusht (du berbère ⵜⴰⵎⵓⵔⴰⴽⵓⵛⵜ, signifiant littéralement "La Marrakechoise"), est un vaste quartier fortifié dans la partie sud-ouest de la médina de Marrakech, au Maroc, qui servait historiquement de citadelle (kasbah) et de complexe palatial royal (Dar al- Makhzen) au sein de la ville. Une partie importante du quartier est encore occupée de nos jours par le palais royal qui sert de résidence au roi du Maroc lorsqu'il se trouve à la ville de Marrakech

## Histoire

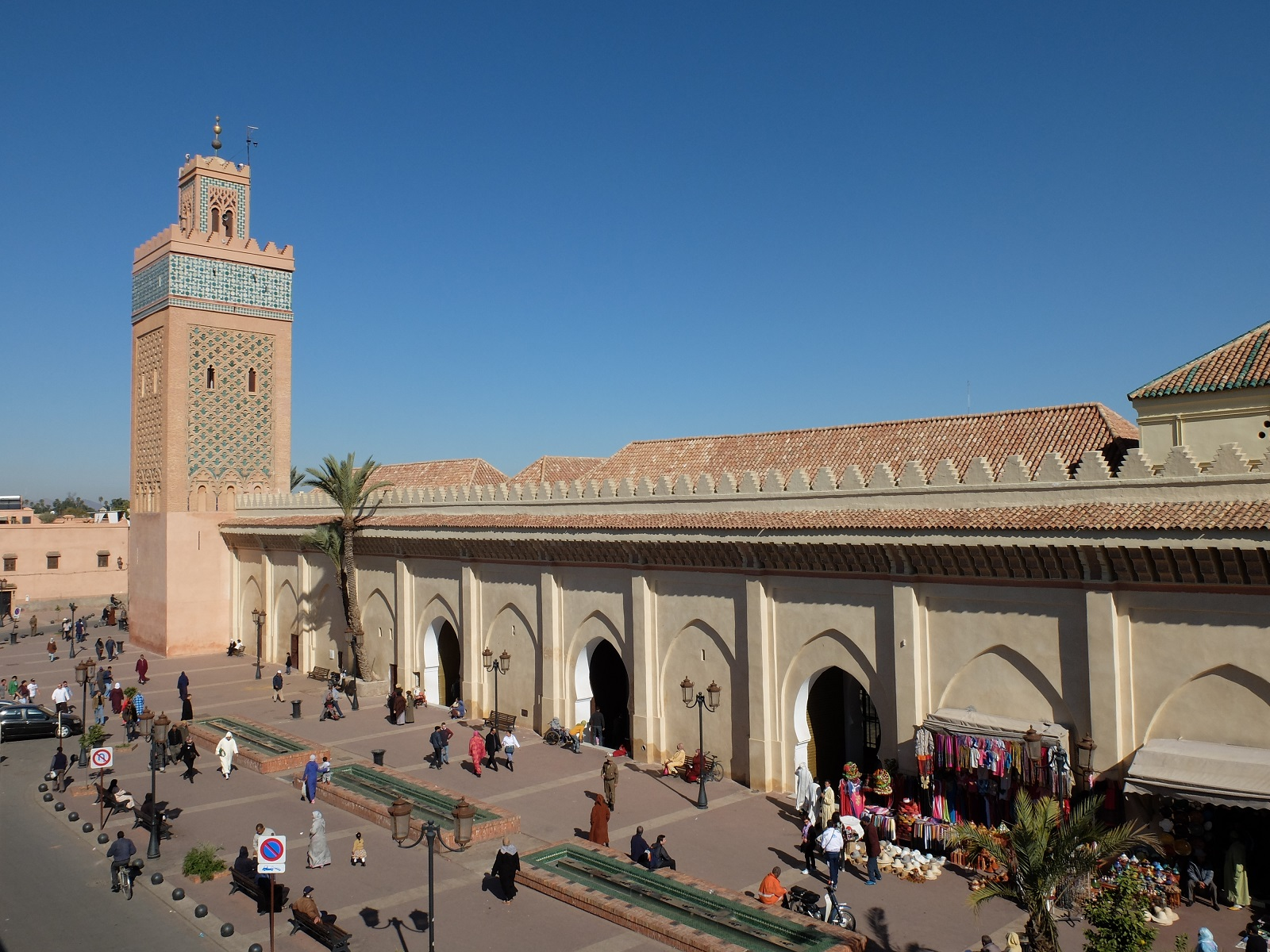
La principale mosquée de la Kasbah, construite par le calife almohade Ya'qub al-Mansur en 1185-1190.

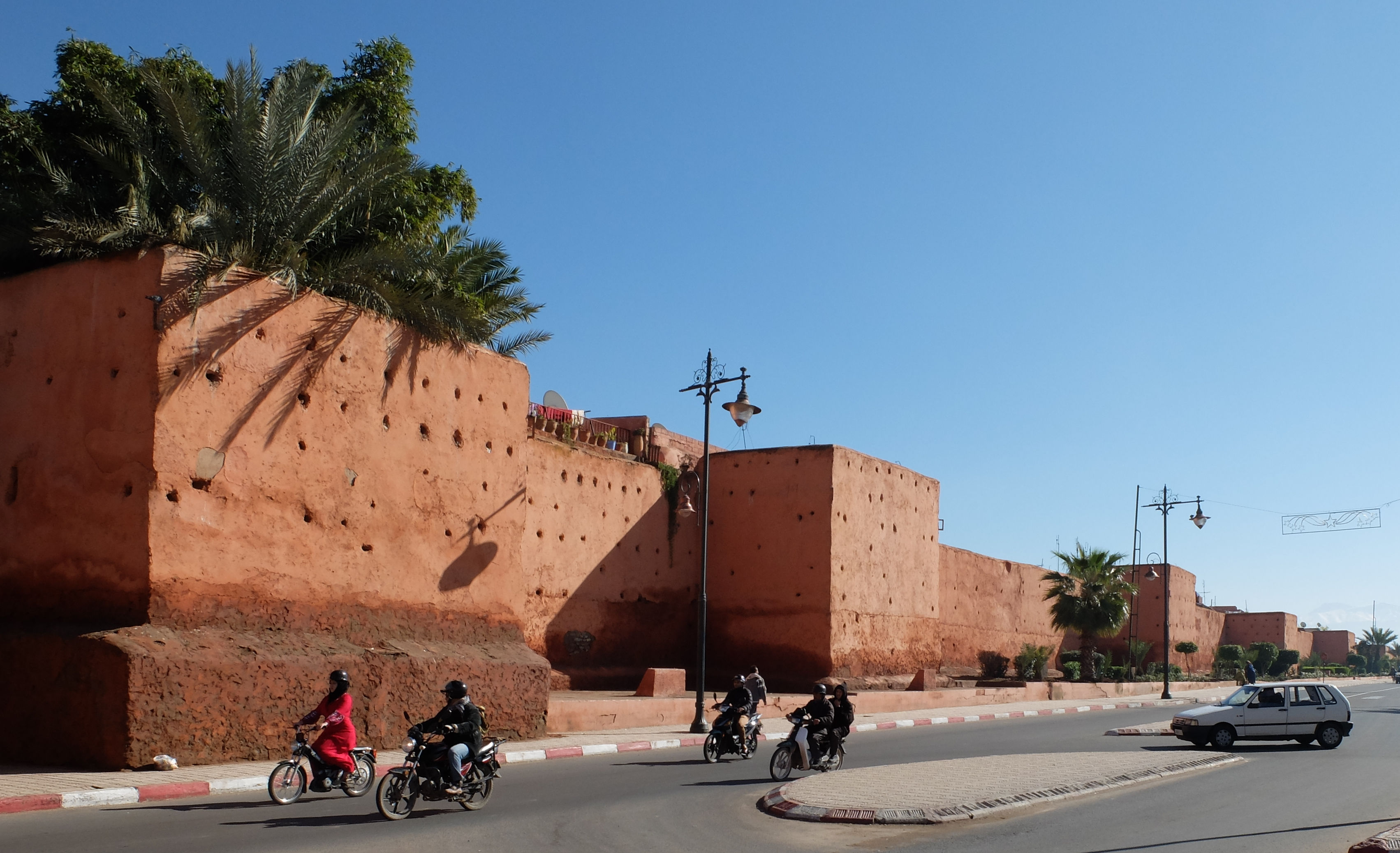
Les remparts extérieurs de la kasbah.

La première citadelle et résidence royale de Marrakech était la forteresse et la résidence connue sous le nom de Ksar el-Hajjar construite par le chef almoravide Abu Bakr ben Omar lorsqu'il a fondé la ville en 1070,. Cette forteresse était située juste au nord de l'actuelle Koutoubia. Le dernier émir almoravide Ali ben Youssef (régnant de 1106 à 1143) a bâti un palais immédiatement au sud de la forteresse. Des vestiges de ces structures almoravides ont été fouillés et les vestiges d'une porte en pierre appelée Bab 'Ali, appartenant au palais d'Ali, sont encore visibles aujourd'hui aux côtés des ruines de la première mosquée Koutoubia.
Lorsque le souverain almohade Abd al-Mumin a conquis Marrakech en 1147, il aurait détruit de nombreux monuments almoravides (en particulier des mosquées), mais le Ksar el-Hajjar et le palais d'Ali ben Youssef étaient toujours utilisés comme résidence officielle des nouveaux dirigeants almohades pendant un certain temps,. Le calife almohade Ya'qub al-Mansur (régnant de 1184 à 1199), s'est cependant lancé dans un projet de construction ambitieux pour créer une vaste nouvelle kasbah royale au sud de la ville. La construction a débuté en 1185 et s'est achevée en 1190, bien que ses successeurs aient probablement poursuivi la construction par étape ensuite. La kasbah était un vaste quartier autonome entouré de remparts extérieurs et subdivisé en son sein par des murs défensifs. Il comprenait non seulement le palais royal, mais également sa propre grande mosquée (la mosquée de la Kasbah ), ses propres marchés et qaysariyya (galerie commerciale), ses bains publics (hammam), ses entrepôts, écuries, cimetières, parcs, places et peut-être même un hôpital (maristan). Les Almohades ont également établi de vastes jardins d'agrément autour de la kasbah, dont les plus vastes sont les jardins d'Agdal au sud qui étaient entourés de leurs propres murs.

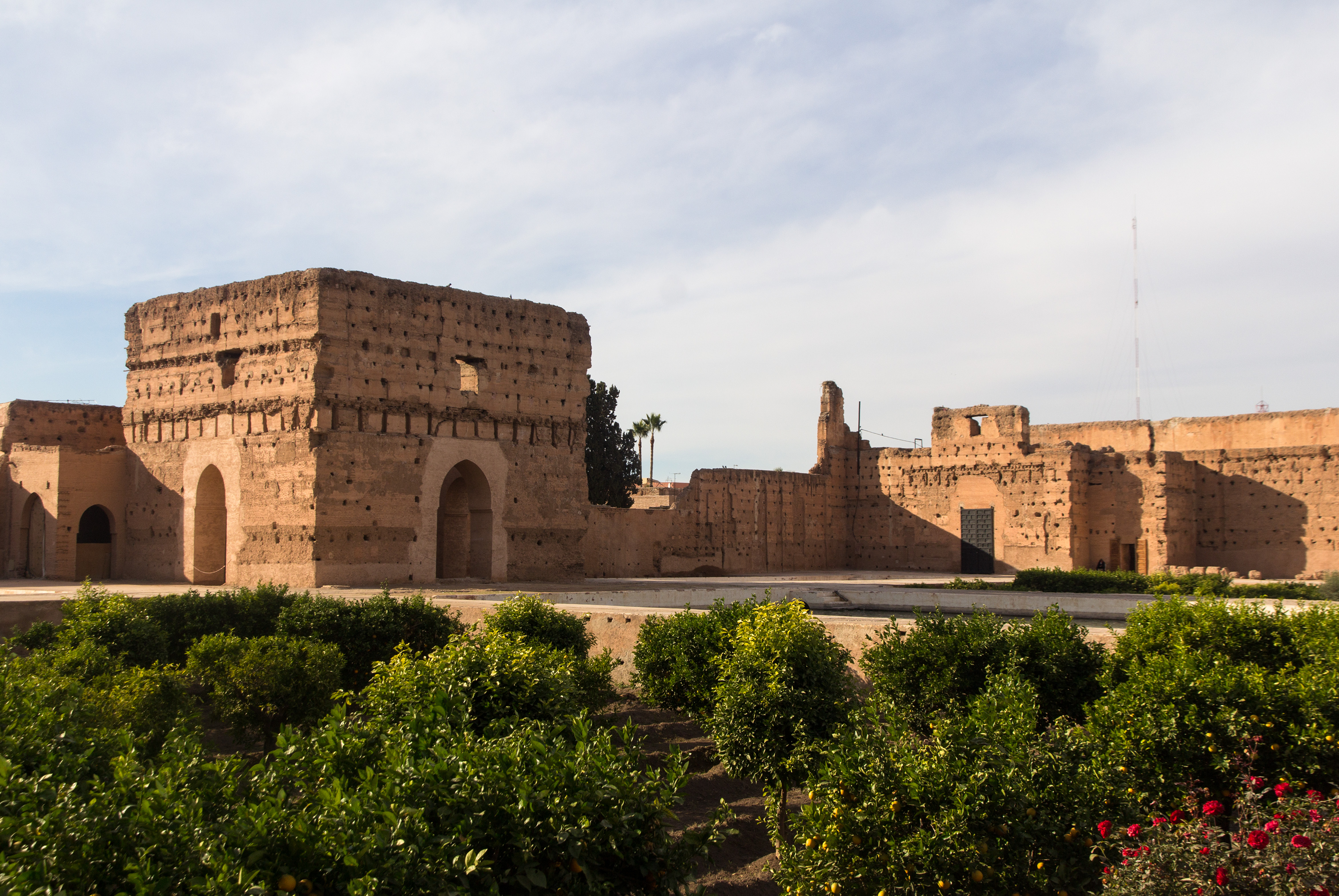
Les vestiges du palais Badi aujourd'hui. Il a été construit entre 1578 et 1593 par le sultan saadien Ahmad al-Mansur.

À la suite de la disparition du régime almohade, Marrakech dans son ensemble a décliné tandis que la dynastie mérinide à la suite du transfert de la capitale vers Fès. Léon l'Africain témoigne de l'état de déclin dans lequel se trouve la kasbah de Marrakech pendant les premières décennies du XVIe siècle. Faute de moyens, la médersa d'époque almohade ne compte plus que cinq ou six étudiants pour trente chambres, et surtout, les émirs hintata qui gouvernent la ville de manière alors quasi-indépendante n'occupaient plus que deux ou trois des onze bâtiments du palais, les bâtiments vacants servant de pigeonnier, de poulailler, voire de décharge. Ce n'est que lorsque la dynastie saadienne (du XVIe au début du XVIIe siècle) a établi Marrakech comme capitale que la ville et sa kasbah ont connu une renaissance. Les Saadiens se sont installés dans l'ancienne kasbah almohade et ont entrepris leurs propres rénovations et reconstructions. Le sultan Moulay Abdallah al-Ghalib a construit de nouveaux palais et annexes dans la partie nord de la kasbah et réparé la mosquée de la Kasbah après qu'elle a été endommagée lors d'une explosion de poudre à canon dans les années 1560 ou 1570. C'est également lui qui a entrepris la construction des tombeaux saadiens du côté sud de la mosquée et qui a transféré la population juive de la ville dans un nouveau Mellah du côté est de la kasbah. Le sultan Ahmad al-Mansur, dont le règne marque l'apogée du pouvoir saadien, a entrepris une autre série de constructions et de rénovations. Il a construit les mausolées les plus élaborés des tombeaux saadiens et, surtout, a construit un palais somptueux appelé El Badi. Le palais a été utilisé pour la réception d'ambassadeurs et d'autres invités et a été conçu comme une vitrine de la puissance et de la richesse d'al-Mansur, utilisant les matériaux et la décoration les plus luxueux, tels que le marbre italien importé. Des sources de cette période décrivent  une haute tour s'élevant du milieu de la kasbah et visible de loin. Cette tour est d'origine incertaine et a disparu plus tard à l'époque alaouite. Elle a peut-être servi de tour d'observation construite pour l'agrément du sultan.

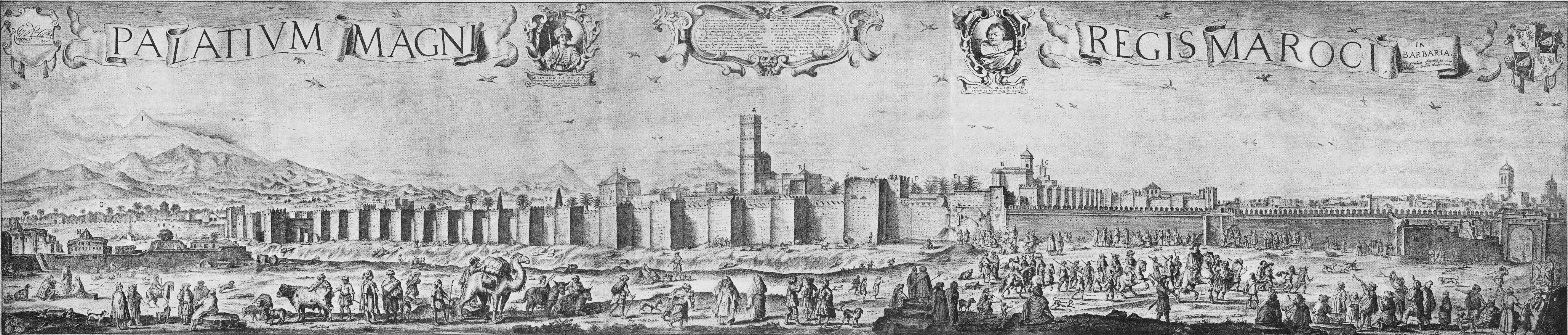
Une illustration de la Kasbah de Marrakech par Adriaen Matham, à partir de 1640 (à la fin de la période saadienne). Probablement vu de l'est, l'image montre les remparts ainsi qu'une haute tour qui se dressait autrefois dans le palais.

Après le déclin de la dynastie saadienne, la kasbah a été gravement négligée à son tour, car la dynastie alaouite qui lui a succédé a rarement utilisé Marrakech comme capitale. Moulay Ismaïl en particulier a pillé les palais saadiens pour en récupérer les matériaux (notamment le marbre) et les réutiliser dans son nouveau palais et sa kasbah à Meknès. Le palais Badi est devenu une ruine, bien que les tombeaux saadiens aient encore été utilisés comme nécropole royale pour certains membres de la famille royale alaouite. Il y avait des exceptions notables à cette négligence relative comme le règne de Moulay Mohammad ben Abdallah, qui a gouverné Marrakech comme khalifa de son père à partir de 1746 et l'a ensuite utilisé comme capitale officieuse en tant que sultan entre 1757 et 1790. Il agrandit la kasbah et entreprit de nouvelles constructions de palais et de jardins, ainsi que la construction d'une nouvelle mosquée, la mosquée Berrima. Jusqu'à la fin du XIXe siècle et au début du XXe siècle, la kasbah était toujours le centre du pouvoir à Marrakech et les riches ministres du gouvernement ont également construit leurs propres palais et demeures à proximité. Le plus célèbre d'entre eux est le palais de Bahia,.

## Géographie

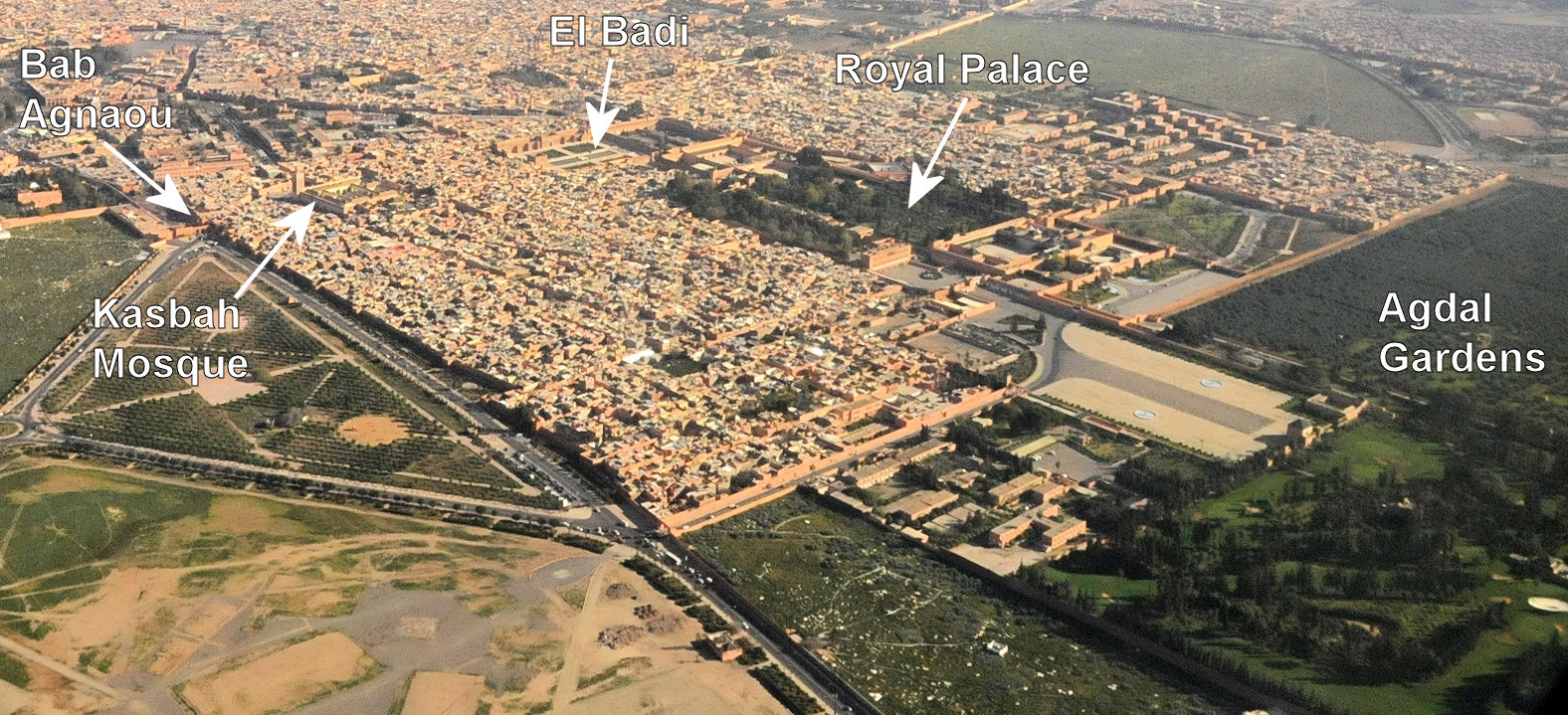
Vue aérienne de la kasbah, avec les principaux points de repère indiqués.

Aujourd'hui, la kasbah n'est plus un quartier clos et une large partie est accessible au public. Ses quartiers occidentaux, notamment les quartiers Moulay al-Yazid et Derb Chtouka, sont devenus des quartiers résidentiels comptant une quantité non négligeable de riads touristiques. L'artère principale du quartier est la rue de la kasbah, une longue rue coudée essentiellement orientée nord-sud qui relie la mosquée de la Kasbah au mechouar, l'esplanade publique donnant accès au palais royal. La majeure partie de sa section orientale est toujours utilisée comme palais royal par le roi du Maroc et est interdite au public. Le parc du palais royal, considérablement remanié sous la dynastie alaouite, contient de vastes jardins et places. À leur extrémité nord cependant, les vestiges du monumental palais El Badi, construit par le sultan saadien Ahmad al-Mansour, est maintenant un site historique accessible aux touristes.
Dans la zone nord-ouest de la kasbah se trouve la mosquée principale d'origine de la citadelle, la mosquée de la Kasbah (également connue sous le nom de mosquée Mansouriya ou mosquée de Moulay al-Yazid), toujours active de nos jours et accessible uniquement aux musulmans. Juste à l'ouest de la mosquée, à la jonction entre les murs de la ville principale et les murs extérieurs de la kasbah, se trouve l'ancienne porte publique principale de la kasbah, Bab Agnaou, construite sous le règne almohade Yaqub al-Mansur. Près de la kasbah, au nord-est, après la Place des Ferblantiers, se trouve également le Palais de la Bahia.
La kasbah est flanquée à l'est par l'ancien quartier juif de la ville, le Mellah, et à l'ouest par un terrain largement dégagé. À l'extrémité sud de la kasbah et de la ville s'étendent les vastes jardins de l'Agdal, qui sont ceints par leur propre ensemble de murs reliés à ceux de la kasbah.